# Harriet G. R. Wright
Harriet Goodrich Rosenkrans Wright (11 de octubre de 1845-15 de septiembre de 1928) fue una política y sufragista estadounidense que sirvió en la Cámara de Representantes de Colorado.

## Vida
Harriet G. R. Wright nació el 11 de octubre de 1845 en Cyrus E. Rosenkrans en East Troy, Territorio de Wisconsin. Se casó con Henry Wright, un pionero que había vivido en el Territorio de Colorado durante su fundación en 1861 y tendría cuatro niños con él. En 1872, ella y su familia se mudaron a Colorado, y más tarde a Denver en 1882.
En 1898, fue elegida en la Cámara de Representantes de Colorado bajo un boleto de fusión Populista-Democrática, donde compitió para senadora estatal en 1912 como Demócrata, pero fue derrotada. Ella sirvió como vicepresidenta de El Comité Central del Condado de Arapahoe del Partido Popular en 1900. Más tarde sirvió como presidenta del Sufragio de Mujer Americano Nacional en la asociación filiar de Colorado. Durante 1900, en la elección presidencial de Estados Unidos apoyó a William Jennings Bryan y sirvió como integrante del comité de mujeres en apoyo a Bryan.
En 1922, se mudó a California junto con uno de sus hijos antes de morir el 15 de  septiembre de 1928 en Los Ángeles, después de cuatro años de estar enferma.